# Marie Bartête

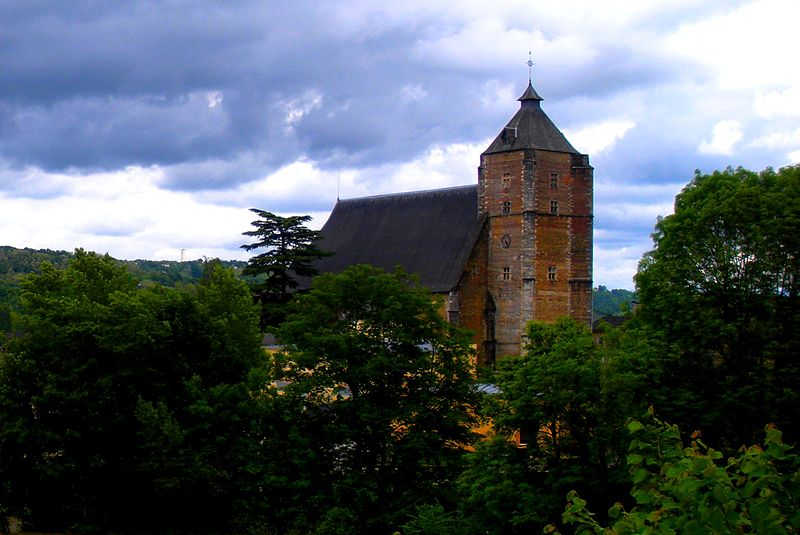
Monein, ville natale de Marie Bartête

Marie Bartête (du béarnais barteta), née à Monein le 25 février 1863 et morte le 13 mars 1938 à Saint-Laurent-du-Maroni, est une orpheline béarnaise qui, plongée dans la misère a été déportée au bagne de Saint-Laurent-du-Maroni (avec le statut de « reléguée ») pour un vol à l’étalage. Elle est la dernière femme morte au bagne.

## Biographie

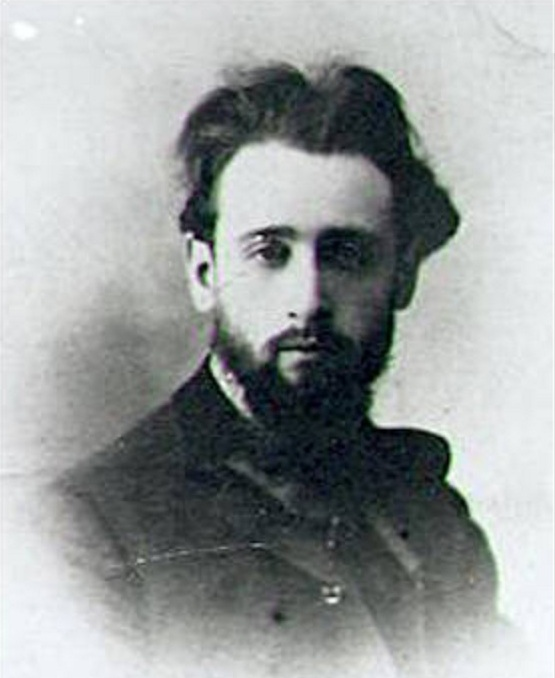
Albert Londres

Orpheline à 9 ans, elle est mariée à 15 et veuve à 20 ans. Placée et rangée comme bonne à Bordeaux, sa condamnation antérieure a été en réalité un prétexte pour la bannir et lui proposer une grâce en Guyane à la condition d'épouser un ancien bagnard. Le projet réel était de repeupler la colonie française et dans les faits cela devint une forme de déportation et proxénétisme encadré.

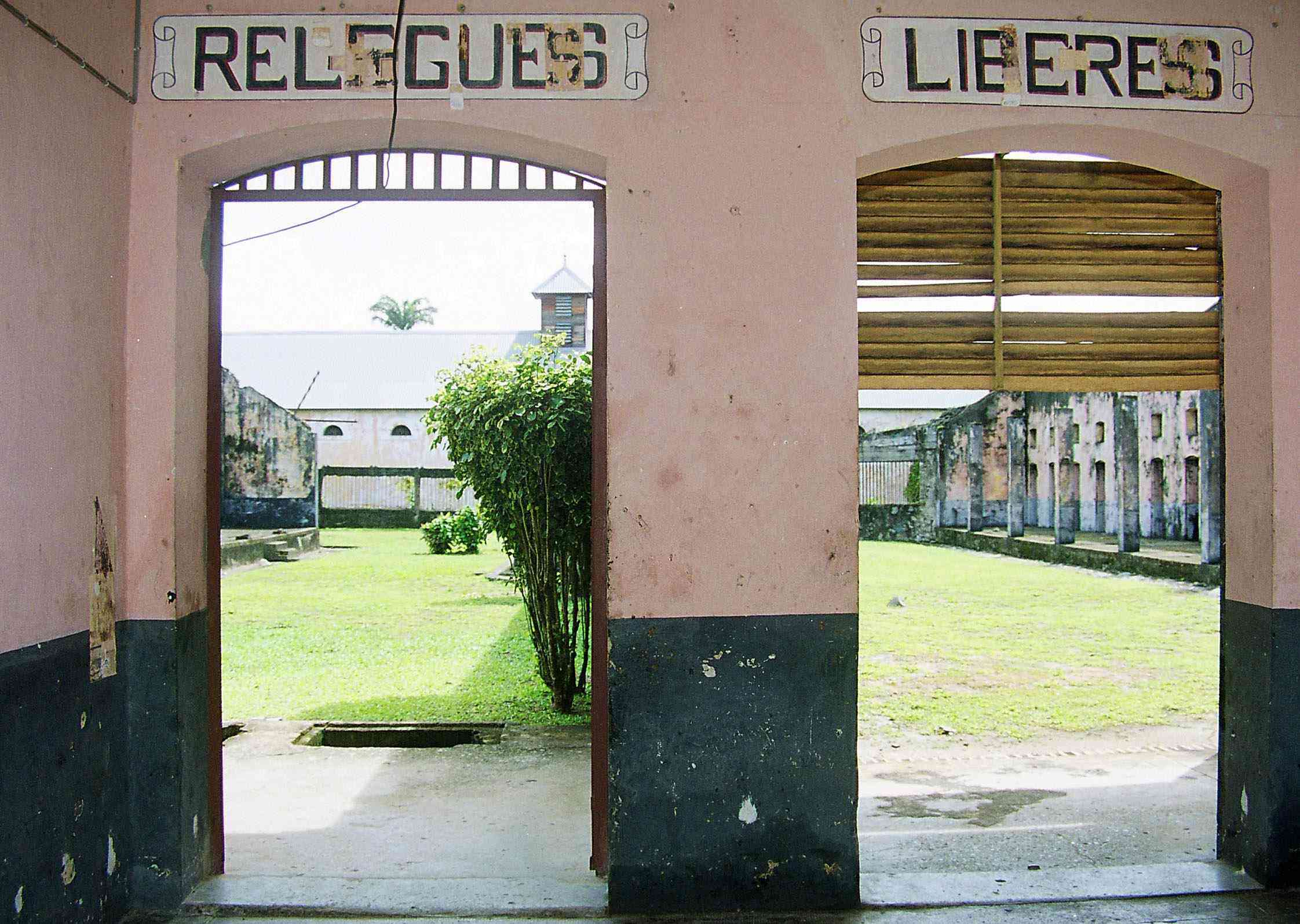
Porte des relégués à Saint-Laurent-du-Maroni

Albert Londres la rencontra et parle d'elle dans Au bagne.
Hospitalisée le 23 février 1938, elle meurt le 13 mars 1938 à l'hôpital de Saint-Laurent de cachexie sénile.

## Hommage
Une stèle lui rendant hommage a été inaugurée le 31 octobre 2014 au quartier Trouilh, à Monein,.